# Lucasova kritika
Lucasova kritika (anglicky Lucas Critique) je to myšlenka, kterou v roce 1976 publikoval ve svém článku Robert Lucas. Tvrdí, že v důsledku racionálních očekávání ztrácejí osvědčené makroekonomické modely trvanlivost: co platilo dříve, již platit nemusí. I přesto, že tyto modely mohly být původně správné, jejich parametry se časem změnily až se z nich staly modely nepoužitelné. Jinak řečeno: je naivní snažit se předpovědět důsledky změny hospodářské politiky zcela na základě historických údajů. Tento článek byl zásadní a změnil v 80. a 90. letech hospodářské politiky většiny států. Tato kritika je významná, vystupuje jako zástupce paradigmatického posunu, ke kterému došlo v makroekonomické teorii v sedmdesátých letech při pokusech o založení mikro-základů.

## Příklad
Trvalé zvyšování inflace v naději, že by to trvale snížilo nezaměstnanost, nakonec způsobilo růst inflačních prognóz firem a změnilo jejich rozhodnutí v oblasti zaměstnanosti. Jinými slovy, právě proto, že vysoká inflace byla spojena s nízkou nezaměstnaností v době počátku 20. století, by inflace měla vést k nízké nezaměstnanosti v každém alternativním režimu měnové politiky – ale není tomu tak.